# جفرسون (نيوهامشير)
جفرسون (بالإنجليزية: Jefferson, New Hampshire)‏ هي بلدة أمريكية تقع في الولايات المتحدة في مقاطعة كوس (نيوهامشير). يقدر عدد سكانها بـ 1,107 نسمة ومساحتها 130.5 كم2 وترتفع عن سطح البحر 421 متر.

## أعلام
- ثاديوس إس. س. لوي